# Eight Miles High (album)
Eight Miles High je páté studiové album nizozemské rockové skupiny Golden Earring, vydané v roce 1969 společnostmi Polydor Records (Evropa) a Atlantic Records (USA). Jde o jediné album vydané pod názvem The Golden Earring (dříve Golden Earrings, později Golden Earring). Zároveň je jediným albem kapely, na kterém hrál bubeník Sieb Warner. Umístilo se na páté příčce nizozemské hitparády. Původní vydání obsahuje pouze pět písní, přičemž čtyři jsou na první straně LP desky a jedna na druhé (jde o dlouhou verzi písně „Eight Miles High“ původně od skupiny The Byrds).

## Seznam skladeb
| Pořadí         | Název                     | Autor                                   | Délka |
| -------------- | ------------------------- | --------------------------------------- | ----- |
| 1.             | Landing                   | Rinus Gerritsen                         | 4:27  |
| 2.             | Song of a Devil's Servant | George Kooymans                         | 6:00  |
| 3.             | One Huge Road             | Kooymans                                | 3:05  |
| 4.             | Everyday's Torture        | Kooymans                                | 5:19  |
| 5.             | Eight Miles High          | Gene Clark, David Crosby, Roger McGuinn | 19:00 |
| Celková délka: | Celková délka:            | Celková délka:                          | 37:51 |

| Bonusy na reedici (2023) | Bonusy na reedici (2023)          | Bonusy na reedici (2023) |
| Pořadí                   | Název                             | Délka                    |
| ------------------------ | --------------------------------- | ------------------------ |
| 6.                       | Another 45 Miles                  | 4:49                     |
| 7.                       | I Can't Get a Hold of Her         | 6:17                     |
| 8.                       | Eight Miles High (singlová verze) | 2:25                     |

## Sestava
- Rinus Gerritsen – baskytara, klávesy
- Barry Hay – flétna, rytmická kytara, zpěv
- George Kooymans – kytara, zpěv
- Sieb Warner – perkuse, bicí